# 한국노인인력개발원
한국노인인력개발원(韓國老人人力開發院, Korea Labor Force Institute for the Aged)은 정부의 위탁을 받아 노인일자리의 개발·보급과 교육훈련 및 평가 등을 담당하는 중앙노인일자리전담기관으로 보건복지부 산하 위탁집행형 준정부기관이다. 노인의 능력과 적성에 맞는 일자리의 개발,보급과 교육훈련 등 노인일자리 전담기관으로서의 업무와 노인인력의 효율적 활용을 위한 제반업무를 수행함으로써 노인복지 증진에 기여하고 있다. 2005년 12월 설립되었다. 소재지는 경기도 고양시 일산동구 하늘마을로 106이다.

## 주요기능 및 역할
- 노인일자리의 개발 및 보급
- 노인일자리사업 종사자의 교육훈련
- 노인일자리에관한 조사 및 연구
- 노인일자리 종합정보시스템 및 노인인력 D/B구축.운영
- 지역노인일자리전담기관에 대한 지원 및 평가
- 그 밖에 보건복지부장관이 노인일자리사업에 관하여 위탁한 사항

## 연혁
- 2003년 7월: 노인인력운영전담기구 설치 추진반 발족
- 2003년 11월: 노인인력운영센터 설립추진기획단 설치/운영
- 2004년 1월: 노인인력운영센터 직제 승인(보건복지부)
- 2004년 1월: 노인인력운영센터 개소
- 2005년 7월: 노인복지법 개정(노인일자리전담기관 설치근거 마련)
- 2005년 12월: 노인복지법 시행령 개정(전담기관 설치.운영 세부규정)
- 2005년 12월: 한국노인인력개발원 설립 허가(보건복지부)
- 2006년 1월: 한국노인인력개발원 개원 / 초대 변재관 원장 취임
- 2007년 3월: 사회서비스관리센터 운영 위탁(보건복지부)
- 2008년 1월: 사회서비스관리센터 운영 위탁 해제
- 2008년 3월: 신정부 “노인소득보장 및 사회참여기회 제공” 국정과제 선정
- 2008년 3월: 한국노인인력개발원 부울경, 중부, 호남지역본부 개원
- 2009년 1월: 기타공공기관 지정
- 2009년 2월: 제2대 조남범원장 취임
- 2009년 5월: 한국노인인력개발원 경강, 대경지역본부 개원
- 2009년 11월: 노인일자리 및 노인사회참여 자문위원회 발족
- 2009년 11월: 한국노인인력개발원 사회공헌활동 실시
- 2009년 12월: 서울신문주최 'VISON 2009 사회공헌대상(사회복지부문)' 선정(12.30)
- 2010년 1월: 준정부기관 지정(중소형유형)
- 2010년 1월: 노인생산품 전문쇼핑몰 하나하나몰 오픈
- 2010년 5월: 노인사회참여 관련 해외사례조사 실시
- 2010년 12월: 일반경비원 신임교육기관 지정
- 2010년 12월: 창립기념 5주년 행사 및 노사화합 선포식 개최
- 2011년 3월: 자립형 노인일자리 개시
- 2011년 7월: 100세누리 포탈(hhtp://www.100senuri.go.kr/)오픈
- 2011년 8월: 제3대 장옥주 원장 취임
- 2012년 2월: 고령자 사회참여 종합지원 사업 개시
- 2012년 4월: 서울지역본부 개원
- 2012년 12월: 제4대 박용주 원장 취임
- 2013년 5월: 저출산·고령사회위원회 운영지원단 사무국 운영
- 2013년 12월: 2013년 가족친화인증 기관 선정
- 2014년 2월: 노인취업교육센터 사업 실시
- 2014년 6월: 퇴직정년 단일화 및 정년연장형 임금피크제 도입
- 2014년 7월: 청렴실천 및 청렴조직문화 실현을 위한 노사공동선언
- 2014년 7월: 노인 재능나눔 활동지원 시범사업 승인(보건복지부)
- 2014년 7월: 우리 원 핵심가치 변경
- 2015년 4월: 100세누리 시니어사회활동 포탈 시범운영
- 2015년 10월: 본원 청사 이전 완료(서울 서초구 → 경기도 고양시)
- 2015년 12월: 제5대 최성재 원장 취임
- 2015년 12월: 창립 10주년
- 2018년 7월: 제6대 강익구 원장 취임
- 2021년 7월: 제7대 김미곤 원장 취임

## 조직

### 한국노인인력개발원장

#### 연구조사센터

##### 기획조정실
- 전략기획부
- 경영지원부

##### 취업지원실
- 기업지원부
- 교육훈련부
- 자립지원부

##### 정책지원실
- 사회참여지원부
- 홍보마케팅부
- 정보통계부

### 지역본부
- 서울·강원지역본부
- 부산·울산·경남지역본부
- 대구·경북지역본부
- 경인지역본부
- 호남지역본부
- 중부지역본부